# 피뢰침

땅으로 이어진 피뢰침

피뢰침(避雷針; 문화어: 벼락촉)은 끝이 뾰족한 금속으로 된 막대기로, 가옥, 굴뚝 따위의 건조물에 세워서 벼락의 피해를 막는다. 피뢰주(避雷柱)라고도 한다. 미국의 벤저민 프랭클린이 1749년에 발명하였고 찰스 프로테우스 스타인메츠가 이를 개량하였다.

## 역할
피뢰침의 역할은 방전 전류가 주위에 해를 입히지 않도록 땅 속으로 유도하는 데 있다. 그러기 위해서는 구리선을 굵게 해야 할 뿐 아니라 접지 저항을 작게 하기 위해 커다란 동판(銅版)을 땅 속에 묻거나 선이 접히지 않도록 주의해야 한다.

## 같이 보기
- 제임스 오티스
- 앤도버 (매사추세츠주)
- 접지
- 번개

## 참조
- 이 문서에는 다음커뮤니케이션(현 카카오)에서 GFDL 또는 CC-SA 라이선스로 배포한 글로벌 세계대백과사전의 내용을 기초로 작성된 글이 포함되어 있습니다.